# أبنر ويد
أبنر ويد هو سياسي أمريكي، ولد في 18 سبتمبر 1842، وتوفي في 14 يونيو 1917.